# كرايغ والتون
كرايغ والتون (بالإنجليزية: Craig Walton)‏ هو تريثلت أسترالي، ولد في 10 أكتوبر 1975 في Ulverstone, Tasmania ‏ في أستراليا.

## وصلات خارجية
- كرايغ والتون على موقع اتحاد الترياتلون الدولي (الإنجليزية)
- كرايغ والتون على موقع IAT Triathlon Database (الإنجليزية)
- كرايغ والتون على موقع اللجنة الأولمبية الدولية (الإنجليزية)
- كرايغ والتون على موقع أوليمبيديا (الإنجليزية)
- كرايغ والتون على موقع اللجنة الأولمبية الأسترالية (الإنجليزية)